# Estação World Trade Center
World Trade Center é uma estação terminal do sistema PATH, dentro do complexo do World Trade Center no distrito financeiro de Manhattan, na cidade de Nova Iorque. É servido pelo serviço Newark–World Trade Center em todos os horários, bem como pelo serviço Hoboken–World Trade Center nos dias de semana, sendo o terminal oriental de ambos.
A estação do World Trade Center é próxima do local do Hudson Terminal, da Hudson and Manhattan Railroad (H&M), que foi inaugurado em 1909. A Autoridade Portuária de Nova Iorque e Nova Jérsei comprou o falido sistema da H&M em 1961, rebatizou-o como PATH e remodelou o Hudson Terminal como parte do World Trade Center. A estação do World Trade Center foi inaugurada em 6 de julho de 1971, substituindo o Hudson Terminal, que foi fechado e demolido como parte da construção do complexo. Após os ataques de 11 de setembro de 2001, uma estação temporária da PATH foi inaugurada em 2003, enquanto o complexo estava sendo reconstruído. A construção da estação permanente começou em 2008. A estrutura principal da estação, o Oculus, foi inaugurada em 3 de março de 2016, e o terminal foi renomeado para World Trade Center Transportation Hub (em português:  Centro de Transportes do World Trade Center), ou apenas "World Trade Center".
A estação tem cinco linhas férreas e quatro plataformas no meio de um retorno. Os trens de Nova Jérsei usam o retorno para dar meia volta e retornar. As plataformas estão localizadas quatro andares abaixo do nível da rua. O piso acima das plataformas é ocupado pelo mezanino de venda de passagens. A estação WTC Cortlandt do metrô de Nova Iorque fica ao lado e acima desse mezanino.
A estação de 4 bilhões de dólares apelidada de Oculus, foi projetada pelo arquiteto espanhol Santiago Calatrava, consistindo de estruturas que se encontram acima do nível da rua. O interior da estação contém dois andares subterrâneos, que abrigam parte do centro comercial Westfield World Trade Center. O centro de transporte conecta os vários meios de transporte em Lower Manhattan, do Fulton Center no leste, ao Terminal de balsas Battery Park City ao oeste, e inclui conexões para várias estações do metrô de Nova Iorque. É o quinto centro de transporte mais movimentado da região metropolitana de Nova Iorque. A nova estação recebeu críticas mistas: embora tenha sido elogiada por seu design arquitetônico, também foi criticada por seu alto custo e longos atrasos.

## Leiaute da estação
| G                                                            | Nível da rua                                                         | Vesey Street, West Broadway, Greenwich Street, Museu e Memorial Nacional do 11 de setembro                                                                                        |
| B1 Saguão superior Estações Cortlandt Street e WTC Cortlandt | Plataforma lateral                                                   | Plataforma lateral |
| B1 Saguão superior Estações Cortlandt Street e WTC Cortlandt | Ao norte                                                             | ← para a estação 71st Avenue(City Hall) ← para a estação Ditmars Boulevard nos dias de semana(City Hall) ← para a estação Ditmars Boulevard tarde da noite (City Hall)            |
| B1 Saguão superior Estações Cortlandt Street e WTC Cortlandt | Ao sul                                                               | → para a estação 95th Street (Rector Street) → → para a estação Whitehall Street nos dias de semana (Rector Street)→ para a estação Coney Island tarde da noite (Rector Street) → |
| B1 Saguão superior Estações Cortlandt Street e WTC Cortlandt | Plataforma lateral                                                   | |
| B1 Saguão superior Estações Cortlandt Street e WTC Cortlandt | Galeria                                                              | Westfield World Trade Center; elevadores, escadas rolantes, e escadas para o saguão inferior                                                                                      |
| B1 Saguão superior Estações Cortlandt Street e WTC Cortlandt | Plataforma lateral                                                   | |
| B1 Saguão superior Estações Cortlandt Street e WTC Cortlandt | Ao norte                                                             | ← para a estação 242nd Street (hambers Street) |
| B1 Saguão superior Estações Cortlandt Street e WTC Cortlandt | Ao sul                                                               | → para a estação South Ferry (Rector Street)→ |
| B1 Saguão superior Estações Cortlandt Street e WTC Cortlandt | Plataforma lateral                                                   | |
| B1 Saguão superior Estações Cortlandt Street e WTC Cortlandt | Galeria do saguão Oeste                                              | Lojas, passagem para o Brookfield Place |
| B2 Saguão inferior                                           | Passagem para o metrô                                                | Serviços na estação Chambers Street–World Trade Center Serviços pelo Fulton Center                                                                                                |
| B2 Saguão inferior                                           | Metrô                                                                | Bilheterias, catracas e entradas para as plataformas da linha Broadway |
| B2 Saguão inferior                                           | Westfield World Trade Center                                         | Lojas e cabines |
| B2 Saguão inferior                                           | Metrô                                                                | Bilheterias, catracas e entradas para as plataformas da linha da Sétima Avenida                                                                                                   |
| B3 Mezanino                                                  | Controle de passagens daPATH                                         | Bilheterias, acesso às plataformas da PATH |
| B3 Mezanino                                                  | Saguão Oeste                                                         | Lojas, passagem para o Brookfield Place |
| B4 Plataformas da PATH                                       |                                                                      | |
| Linha 1                                                      | ← HOB-WTC nas horas de pico para a estação Hoboken (Exchange Place)  | |
| Plataforma central (Plataforma A)                            |                                                                      | |
| Linha 2                                                      | ← HOB-WTC nos dias de semana para a estação Hoboken (Exchange Place) | |
| Plataforma central (Plataforma B)                            |                                                                      | |
| Linha 3                                                      | ← HOB-WTC nos dias de semana para a estação Hoboken (Exchange Place) | |
| Linha 4                                                      | ← NWK-WTC para a estação Newark (Exchange Place)                     | |
| Plataforma central (Plataforma C)                            |                                                                      | |
| Linha 5                                                      | ← NWK-WTC para a estação Newark (Exchange Place)                     | |
| Plataforma lateral (Plataforma D)                            |                                                                      | |

A estação tem cinco linhas férreas servidas por três plataformas centrais e uma plataforma lateral, todas quatro andares abaixo do solo.:S.10 A plataforma A, adjacente às linhas 1 e 2, foi inaugurada em 25 de fevereiro de 2014. A plataforma B entre as linhas 2 e 3 foi inaugurada em 7 de maio de 2015. As outras duas plataformas foram inauguradas em 8 de setembro de 2016.
Acima da estação, existem três níveis de mezanino. Os dois níveis superiores contêm lojas do Westfield World Trade Center. O primeiro nível do mezanino abaixo do solo também contém a estação Cortlandt Street–Greenwich Street do serviço 1 e uma entrada direta para a plataforma norte. Uma conexão com a plataforma sul da estação Cortlandt Street– Church Street, com acesso para os serviços N, R e W, está localizado ao leste do mezanino, depois das lojas do centro comercial. O segundo nível do mezanino contém as entradas para a estação, bem como mais conexões para o metrô. O terceiro nível do mezanino, localizado diretamente acima da plataforma, contém as bilheterias e o acesso às plataformas.:S.10 
Antes da reconstrução, a estação tinha uma entrada temporária na Church Street, que abriu juntamente com o resto da estação temporária em novembro de 2003. Ao longo da reconstrução do local do World Trade Center, as entradas e o tamanho da estação temporária mudaram. Em 2007, a entrada da Church Street foi realocada para o sul, e a entrada antiga foi fechada e demolida. Em abril de 2008, a terceira e última entrada temporária para a estação estava localizada na Vesey Street, de frente para a Greenwich Street e ao lado do 7 World Trade Center. A entrada temporária era um prédio de um andar. Em 3 de março de 2016, a nova estação permanente da PATH foi inaugurado e a entrada temporária foi fechada. O acesso temporário foi demolido no final do mesmo ano para dar lugar ao Centro de Artes Cênicas.
Uma conexão com o Brookfield Place foi inaugurada em 27 de outubro de 2013, uma passagem conhecido como saguão Oeste. Em 16 de agosto de 2016, a entrada do Westfield World Trade Center foi aberta. Para possibilitar reparos nos túneis de  Downtown Hudson, o serviço na rota Newark–World Trade Center entre a estação Exchange Place e o World Trade Center foi suspenso durante quase todos os fins de semana entre 2019 e 2020, exceto nos feriados.
| Corte transversal do metrô entre as Fulton e Cortlandt Streets |                                                      |           |                     |           |                                    |           |             |           |            |
| Greenwich St                                                   | WTC Transportation Hub (Oculus) / Lojas do Westfield | Church St |                     | Broadway  | Fulton Center / Lojas do Westfield |           | Nassau St   |           | William St |
| 1                                                              | WTC Transportation Hub (Oculus) / Lojas do Westfield | R / W     | 4 / 5               | J / Z sul | Fulton Center / Lojas do Westfield | mezanino  |             |           |            |
| passagem                                                       | WTC Transportation Hub (Oculus) / Lojas do Westfield | passagem  | Passagem Dey Street | passagem  | Fulton Center / Lojas do Westfield | mezanino  | J / Z norte | mezanino  | 2 / 3      |
| mezanino                                                       | WTC Transportation Hub (Oculus) / Lojas do Westfield |           |                     |           | ← A / C →                          | ← A / C → | ← A / C →   | ← A / C → |            |
| PATH                                                           |                                                      |           |                     |           |                                    |           |             |           |            |

## Hudson Terminal

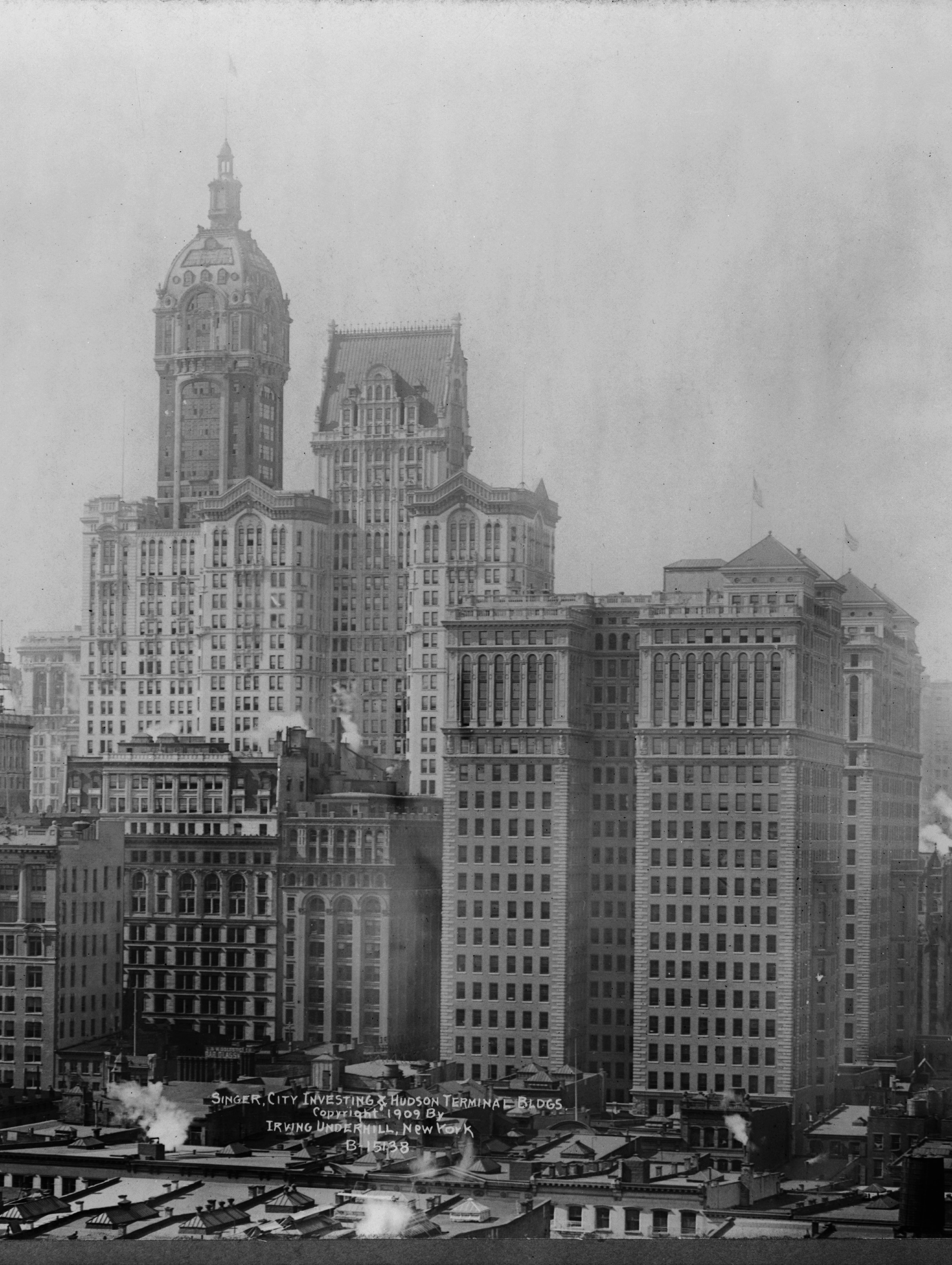
Hudson Terminal (à direita) e o edifício Singer (à esquerda) em 1909

O Hudson Terminal foi construído pela Hudson and Manhattan Railroad e inaugurado em 19 de julho de 1909. O terminal incluía dois prédios de escritórios de 22 andares localizados acima da estação, nos dois quarteirões entre as ruas Greenwich, Cortlandt, Church e Fulton. O Hudson Terminal foi projetado com rampas para permitir que o tráfego de pedestres da estação fluísse com rapidez e facilidade. A estação era servida por dois túneis de linha férrea única conectados por um retorno. O retorno incluía cinco linhas férreas e 3 plataformas (2 centrais e uma lateral) e era similar ao arranjo da primeira e segunda estações do World Trade Center.: 59–60
Em 1914, o movimento no Hudson Terminal atingiu 30 535 500 passageiros por ano. Esse número quase dobrou em 1922, com 59 221 354 passageiros. Os números da Hudson and Manhattan Railroad diminuíram drasticamente de um apogeu em 113 milhões de passageiros em 1927, para apenas 26 milhões em 1958, após a abertura de novos túneis e pontes para automóveis trespassando o rio Hudson.:56 A H&M faliu em 1954. O estado de Nova Jérsei queria que a Autoridade Portuária de Nova Iorque e Nova Jérsei assumisse a companhia, mas a PANYNJ há muito tempo já a via como um desperdício de dinheiro.
A Autoridade Portuária acabou por assumir a H&M como parte do acordo de construção do World Trade Center. A PANYNJ havia inicialmente proposto a construção do complexo nas margens do rio East, no lado oposto de Lower Manhattan de onde o Hudson Terminal estava. Como uma agência interestadual, a Autoridade Portuária precisava da aprovação para seus projetos dos governos estaduais de Nova Jérsei e Nova Iorque, mas o governo de NJ era contrário por entender que o complexo iria beneficiar majoritariamente Nova Iorque. No final de 1961, o diretor executivo da Autoridade Portuária, Austin J. Tobin, propôs transferir o local do projeto para o Hudson Terminal e assumir o controle da H&M em troca do acordo com Nova Jérsei. Em 22 de janeiro de 1962, os dois estados chegaram a um acordo para permitir que a Autoridade Portuária assumisse o sistema ferroviário e construísse o World Trade Center no local do antigo Hudson Terminal, que na época era considerado obsoleto.

## Antigas estações da PATH

### Estação original
A construção do World Trade Center começou em 1966. O local estava em um aterro, com o leito rochoso localizado a 65 m abaixo da superfície. Para impedir que as águas do rio Hudson, um novo método foi utilizado: a construção de um muro de contenção subterrâneo. Durante a escavação do local e a construção das torres, os túneis de Downtown Hudson permaneceram em operação como túneis elevados. A construção da nova estação custou 35 milhões de dólares. Na época, tinha um movimento de 85 mil passageiros por dia.
O Hudson Terminal foi fechado em 2 de julho de 1971, iniciando um período de três dias de manutenção que permitiu a transferência do serviço para a nova estação da PATH. O novo terminal foi inaugurado em 6 de julho de 1971, ao oeste da estação original. Retornos maiores nas plataforma da estação permitiam  a entrada de trens com 10 vagões; a estação anterior, com seus retornos apertados, só permitia a passagem de trens com até 6 vagões. Quando a estação foi inaugurada, havia nove escadas rolantes de alta velocidade entre o nível das plataforma se o nível do mezanino. A estação WTC da PATH era servida pelos serviços Newark–World Trade Center e Hoboken–World Trade Center. O terminal era conectado às torres gêmeas por meio de um saguão subterrâneo e um centro comercial. Também havia conexões subterrâneas para o metrô de Nova Iorque (serviços A, C e E na estação World Trade Center, e os serviços N, R e W na estação Cortlandt Street–Church Street). Em 2001, o movimento na estação era de aproximadamente 25 mil passageiros diariamente. Enquanto a construção do World Trade Center estava em vias de ser concluída, um corredor temporário foi construído para levar os passageiros da estação à uma entrada temporária na Church Street.
A estação foi levemente danificada durante o atentado ao World Trade Center em 1993; uma seção do teto da estação desabou e prendeu dezenas de pessoas. Em uma semana, a Autoridade Portuária conseguiu retomar os serviços da PATH para o World Trade Center.
A estação foi fechada em 11 de setembro de 2001, depois que o voo 11 da American Airlines atingiu a Torre Norte do World Trade Center às 8h46 da manhã. Minutos depois, três trens entraram na estação. Um havia chegado de Newark e outros dois de Hoboken. O primeiro trem de Hoboken voltou sem parar, não deixando passageiros ou abrindo nenhuma porta. O segundo trem de Hoboken chegou na linha 3 às 8h52 da manhã e teve de ser evacuado, incluindo os funcionários; o trem nunca saiu do complexo do World Trade Center e foi encontrado durante o processo de remoção de escombros. Dois vagões levemente danificados desse trem foram posteriormente enviados para museus. Um trem de Newark entrou no terminal às 8h55 da manhã e parou apenas para pegar passageiros. Depois que o voo 175 da United Airlines atingiu a Torre Sul às 9h03 da manhã, funcionários ordenaram o fechamento das estações Exchange Place e World Trade Center; a primeira foi fechada devido a graves danos causados por causa da água. Um quarto trem foi enviado para a estação às 9h10 da manhã para resgatar uma dúzia de funcionários da PATH e um morador de rua, deixando a estação vazia. A estação foi posteriormente destruída durante o colapso do World Trade Center.

### Estação temporária
Com a estação destruída, o serviço para Lower Manhattan foi suspenso por mais de dois anos. Exchange Place, a próxima estação da rota Newark–World Trade Center, também teve de ser fechada porque não poderia funcionar como um terminal. Em vez disso, dois serviços (Newark–33rd Street, vermelho no mapa oficial; e Hoboken–33rd Street, azul no mapa) e um serviço local de Nova Jérsei (Hoboken–Journal Square, verde no mapa) foram postos em operação. Foi necessário limpar a estação Exchange Place após os ataques. Além disso, os túneis de Downtown Hudson foram inundados, o que destruiu a infraestrutura ferroviária. Modificações nos trilhos também foram necessárias, uma vez que a estação Exchange Place não funcionava como uma estação terminal. Os túneis de Uptown Hudson da PATH, os serviços de balsas e da NJ Transit através do rio Hudson, não conseguiram lidar com o a demanda dos passageiros pelo transporte, e foi considerado necessário reconstruir o terminal do World Trade Center.: S.3 Após a reconfiguração da estação Exchange Place, ela foi reaberta aos trens da PATH em 29 de junho de 2003. A configuração era temporária: os passageiros da estação Exchange Place seriam transferidos para balsas com destino a Lower Manhattan até que a estação do World Trade Center pudesse ser reaberta no final daquele ano.
Os serviços da PATH para Lower Manhattan foram restaurados quando a estação temporária foi inaugurada em 23 de novembro de 2003. O trem inaugural foi o mesmo que havia sido utilizado para a evacuação do terminal. A estação temporária foi projetada pelo arquiteto-chefe da Autoridade Portuária, Robert I. Davidson, e foi construída a um custo de 323 milhões de dólares. Também se localizava no mesmo lugar que a estação original.: S.4 A entrada da estação era caracterizada por um dossel na Church Street e um mural com mosaicos intitulado Relâmpago Iridescente, de Giulio Candussio da Scuola Mosaicisti del Friuli em Spilimbergo, Itália. A estação também foi decorada com painéis opacos com citações inspiradoras que exaltavam a grandeza e resiliência de Nova Iorque. Esses painéis envolviam parcialmente o local do World Trade Center.
Algumas partes da estação, incluindo o corredor e a sinalização no nordeste do terminal, foram apenas levemente danificadas durante o colapso do World Trade Center. Essas partes foram retidas na estação temporária e acabaram por permanecer na nova estação. Após sua reabertura e a retomada dos serviços Newark–World Trade Center e Hoboken–World Trade Center, a estação rapidamente recuperou sua posição como a estação mais movimentada no sistema PATH. No entanto, tinha várias limitações. A estação temporária tinha plataformas longas o suficiente apenas para 8 vagões, enquanto que a estação original tinha plataformas para 10 vagões. A estrutura da estação também não era forte o suficiente para suportar estruturas acima dela, e partes da estação estavam fora da parede de contenção.: S.4 A estação temporária tinha apenas uma entrada, na Church Street, e os passageiros com deficiência precisavam usar quatro elevadores para ir do nível da rua às plataformas.:S.5
A estação também abrigou um estande da StoryCorps, que foi inaugurado em 2005. Por meio deste programa, visitantes podiam ouvir histórias relacionadas aos ataques. O estande foi fechado na primavera de 2007 para dar lugar à reconstrução do World Trade Center. Em junho de 2007, para a estação temporária foi fechada e demolida como parte da reconstrução do terminal. Um conjunto de novas escadas e uma estrutura em forma de tenda foi colocada para oferecer cobertura. A estrutura, projetada pela Voorsanger Architects e instalada a um custo de 275 mil dólares, foi projetada para ser de "grande qualidade", de acordo com o arquiteto Bartholomew Voorsanger. Essa entrada na Church Street foi fechada em abril de 2008, quando foi realocada mais uma vez. Em 1 de abril de 2008, a terceira entrada temporária para a estação da PATH foi aberta para os passageiros. A entrada estava localizada na Vesey Street, ao lado do 7 World Trade Center. Essa entrada demolida com a inauguração da estação permanente, projetada por Santiago Calatrava, uma vez que ficava no local do futuro Centro de Artes Cênicas.

## World Trade Center Transportation Hub
O World Trade Center Transportation Hub (em português:  Centro de Transportes do World Trade Center) é o nome formal dado pela Autoridade Portuária de Nova Iorque e Nova Jérsei para a nova estação da PATH e para o complexo comercial e de transporte que foi aberto em 3 de março de 2016. A renomeação aconteceu na ocasião de sua reabertura. Foi projetada pelo arquiteto espanhol Santiago Calatrava e é composta por uma estação metroviária, com um grande mezanino sob o Memorial Nacional do 11 de setembro. Esse mezanino é conectado a uma estrutura em superfície chamada Oculus—localizada entre o 2 World Trade Center e o 3 World Trade Center— bem como a saguões públicos abaixo os vários edifícios do complexo do World Trade Center.
Além disso, a estação foi projetada para conectar a PATH ao sistema do metrô de Nova Iorque e para facilitar a transferência entre os vários meios de transporte em Lower Manhattan, do Fulton Center ao terminal de balsas Battery Park City. Ademais, para substituir o espaço comercial perdido, partes significativas da estação são dedicadas ao novo Westfield World Trade Center, com 33 900 m2 de lojas.

### Contexto

Planejamento do local do novo World Trade Center

Após os ataques de 11 de setembro, as autoridades propuseram um plano de 7 bilhões de dólares para transformar o transporte público em Lower Manhattan. O plano incluía um novo terminal da PATH, o Fulton Center, a renovação da estação Ferry/Whitehall Street, e a reconstrução da West Side Highway.:S.5 Outros empreendimentos para revitalizar a economia de Lower Manhattan também foram propostos, e a construção de um novo terminal da PATH foi visto como algo essencial para atingir esse objetivo.:S.5 Em agosto de 2002, o governo dos EUA garantiu 4,5 bilhões de dólares para a construção de um terminal conectando as estações do metrô e da PATH no complexo do World Trade Center. Quatro locais foram considerados,: S.8 e foi decidido que o terminal seria construído quatro andares no subterrâneo, ao lado da parede de contenção do complexo.:S.11
Uma grande estação não fazia parte do plano para o World Trade Center de Daniel Libeskind, que incluía apenas uma estação menor, ao longo das linhas da estação subterrânea original que existia abaixo do complexo. O projeto de Libeskind propôs que o local da atual estação fosse deixado como uma praça aberta, em um arranjo em que os raios do sol durante o equinócio de outono iriam irradiar luz sobre o local das Torres Gêmeas. A praça teria incluído uma cunha cujas linhas mostrariam os raios do sol às 8:28 e 10:28 da manhã no 11 de setembro de cada ano. Essas horas se referem, respectivamente, aos momentos em que o voo 11 da American Airlines atingiu a Torre Norte e quando ela colapsou.

### Arquitetura

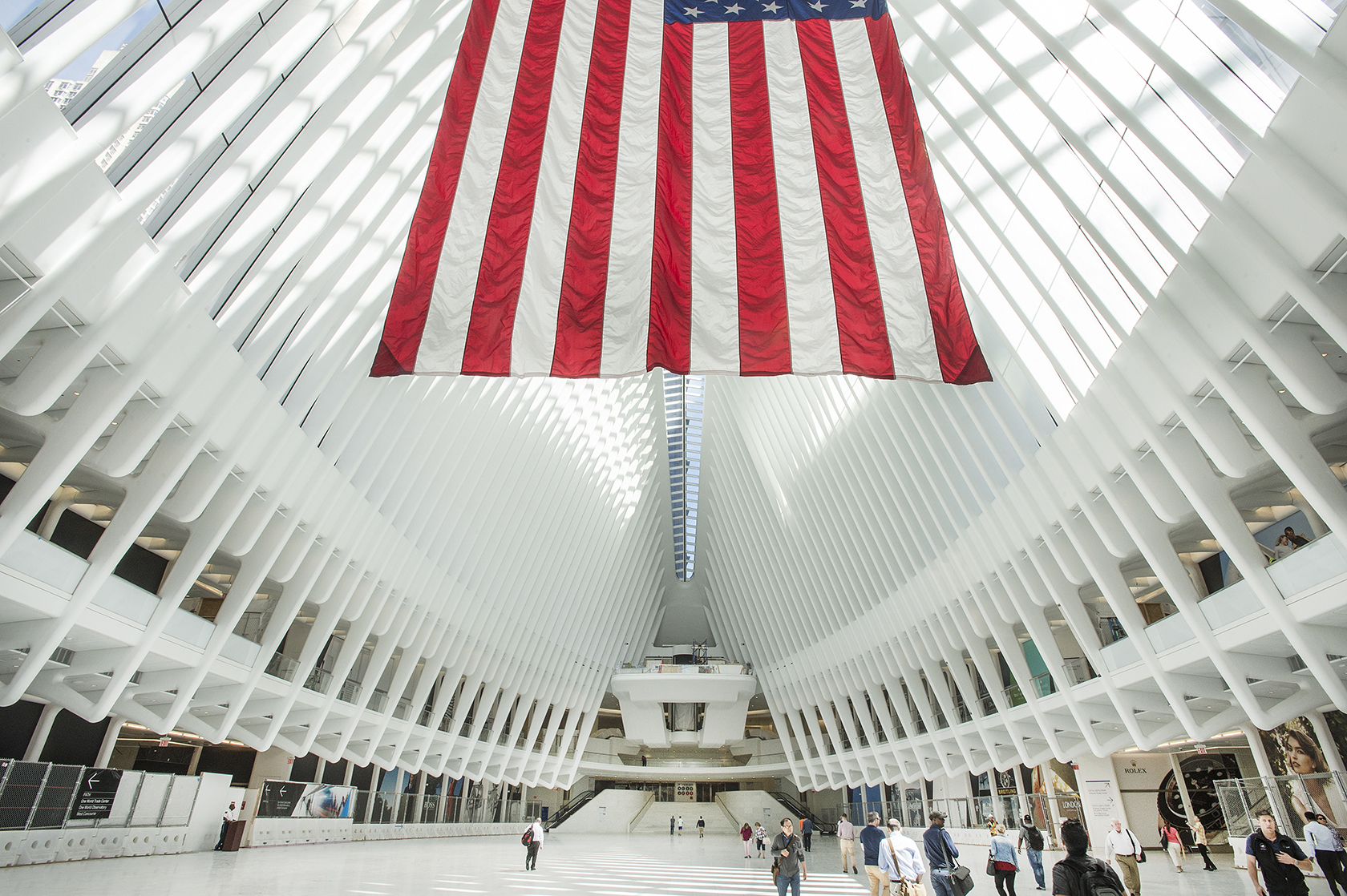
Interior do Oculus

No início de 2004, a Autoridade Portuária, a proprietária do terreno, modificou o plano de Libeskind para incluir uma grande estação ferroviária, para rivalizar com a Penn Station e o Grand Central Terminal. Calatrava foi contratado como arquiteto para esse novo projeto de 2 bilhões de dólares, e apresentou seu design em janeiro de 2004. O projeto de Calatrava era composto por uma estrutura na superfície (agora o Oculus) com vigas encurvadas para fora, como asas. Essas asas se estenderiam sobre todo o saguão, que iria da Church Street, no leste, até a estação da PATH sob a Greenwich Street, no oeste. A estação em si estaria localizada em seu próprio quarteirão, limitado no sentido horário ao norte pelas ruas Fulton, Church, Dey e Greenwich.
Um teto de vidro se estenderia por todo o comprimento da estação. O telhado foi originalmente projetado para ser aberto mecanicamente para aumentar a incidência da luz e a ventilação no espaço fechado. Em concordância com o conceito de Libeskind, o Oculus foi projetado para maximizar o efeito do equinócio de outono, com a abertura do teto de vidro no dia 11 de setembro de cada ano. No próprio aniversário dos ataques, o teto de vidro seria aberto por 102 minutos em memória da duração entre o momento em que a primeira torre foi atingida e o colapso da segunda torre. Se necessário, o teto de vidro também pode ser aberto manualmente para fornecer ventilação.

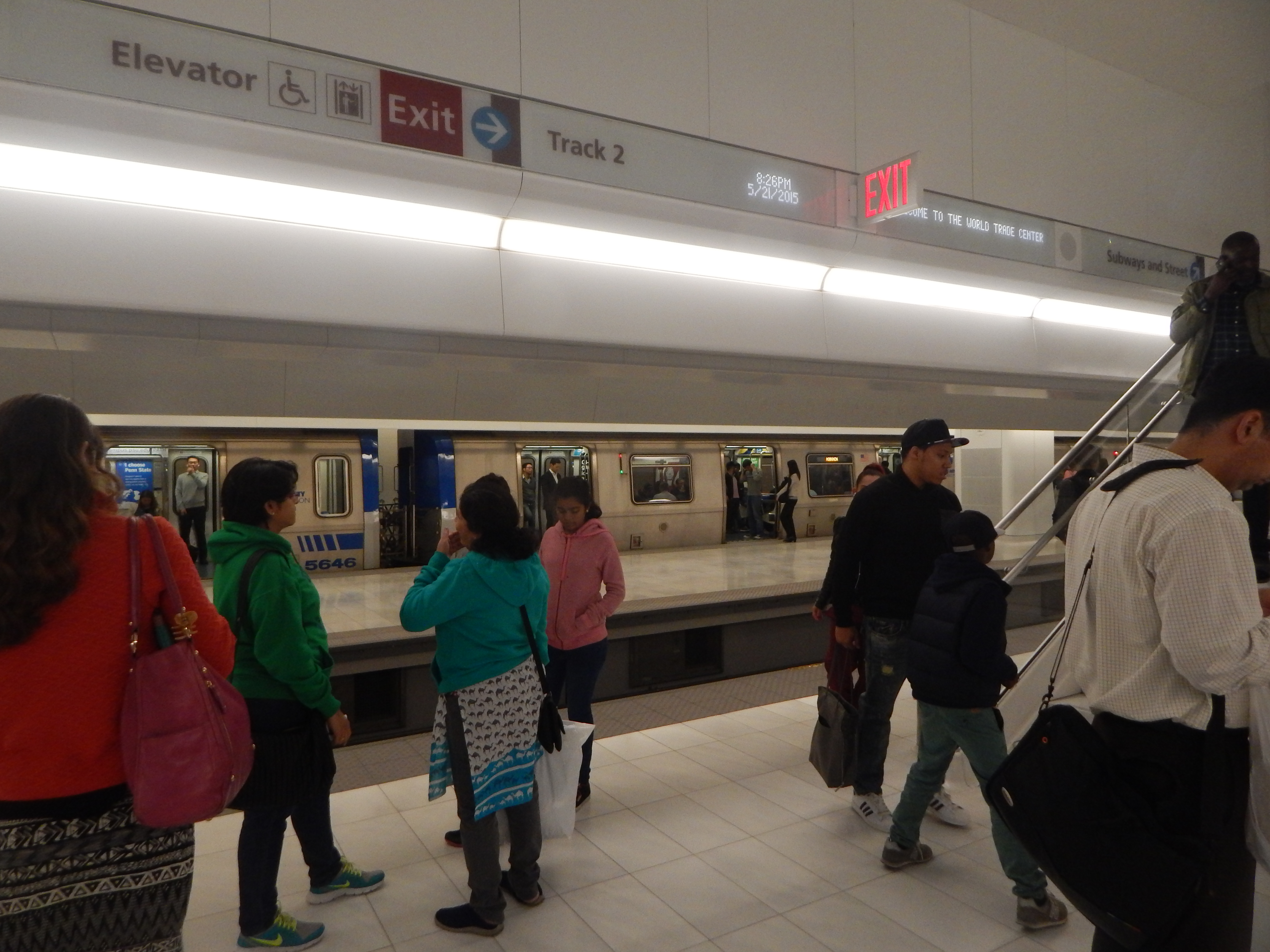
As plataformas

Conforme o plano de reconstrução, o novo terminal seria reconstruído em várias etapas. A primeira fase incluiria a construção de uma entrada temporária ao norte, que ficaria aberta entre 2005 e 2006. A segunda fase envolveria a construção de um saguão lest-oeste sob a West Side Highway, conectando-se ao World Financial Center (agora Brookfield Place). A terceira fase incluiria a estruturação linhas férreas e plataformas temporárias, bem como a construção da Plataforma D, a primeira plataforma permanente. A quarta fase consistiria no alongamento das outras três plataformas, ampliação do mezanino e finalização da estrutura, enquanto a quinta fase contemplaria a construção da estação propriamente dita. De acordo com esse plano, a estação seria concluída em 2009 ou 2010.:S.14–S.15 
O projeto da estação foi aclamado pela crítica. Em 2004, Herbert Muschamp, crítico de arquitetura do The New York Times, comparou o projeto ao terraço e fonte Bethesda, no Central Park. Ele parabenizou a Autoridade Portuária por escolher Calatrava e afirmou que a nova estação impactaria o futuro da cidade. Muschamp continuou, dizendo que a visão do arquiteto "iria satisfazer aqueles que acreditam que a reconstrução do Ground Zero deve ascender a uma dimensão espiritual". Outro crítico do New York Times, Michael Kimmelman, escreveu que o novo terminal da PATH seria apropriado para o World Trade Center, já que seria "uma importante contribuição cultural" para o panorama arquitetônico de Nova Iorque. Um comitê do Conselho Comunitário de Manhattan 1 elogiou o projeto da estação, chamando-o de "lindo" em 2005.

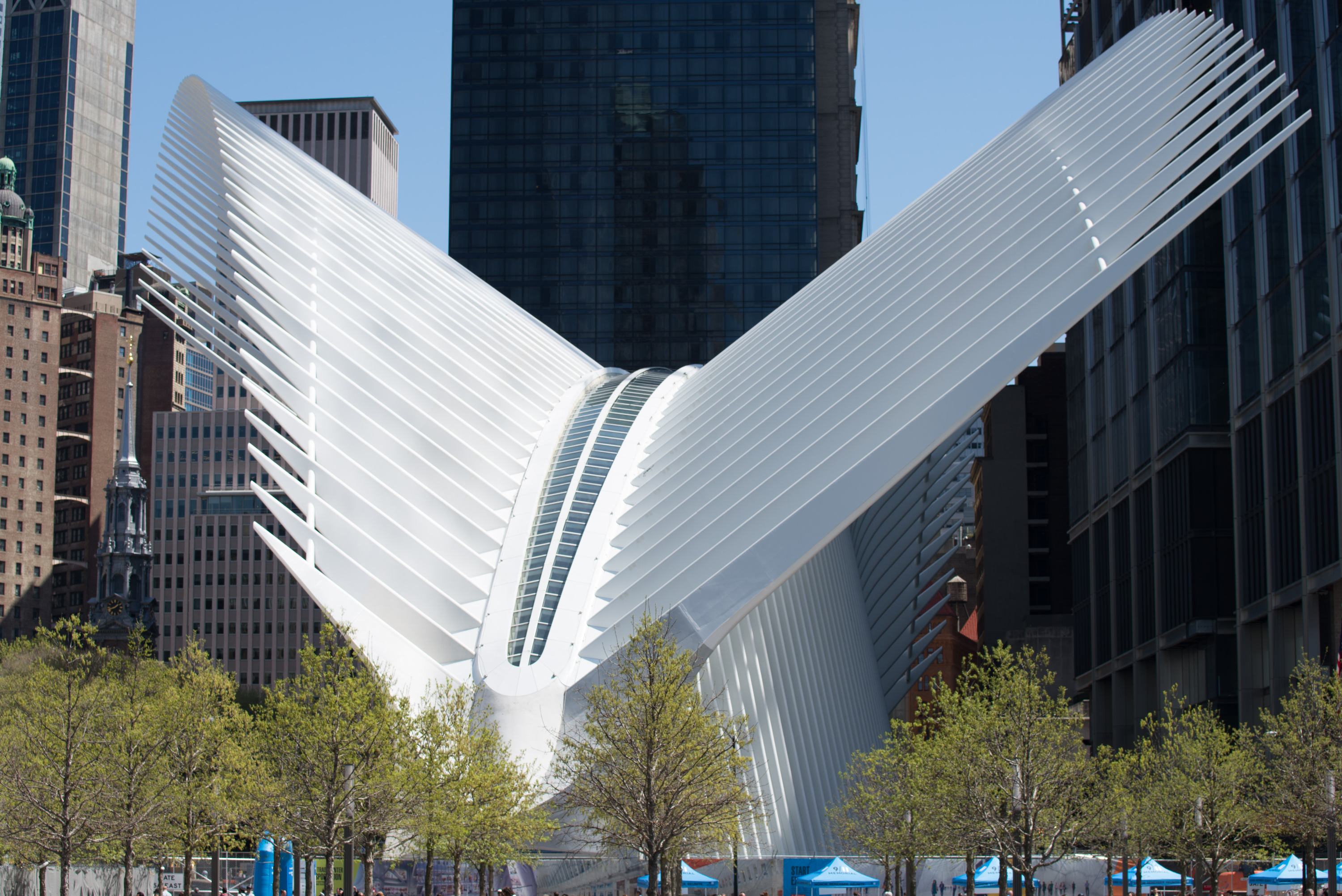
O Oculus em abril de 2016

Calatrava descreveu o projeto original como uma representação de "um pássaro sendo solto da mão de uma criança". No entanto, o design original de Calatrava foi modificado devido a exigências de segurança. O New York Times observou em 2005 que "o pássaro agora tem um bico" e que, devido aos novos recursos de segurança, a estação "agora parece mais um estegossauro do que um pássaro". O projeto foi modificado ainda em 2008, com teto não mais podendo ser aberto, em razão de problemas com o espaço e com o orçamento.
Um repórter da Curbed NY escreveu em 2015: "O mezanino da plataforma ... é impressionante e mostra a estrutura da estação", entretanto, outras análises ridicularizaram o novo projeto da estação como sendo mais estético que utilitário. Em 2014, Benjamin Kabak, um blogueiro escrevendo para o The Atlantic's CityLab, criticou a priorização da estética sobre a função, citando falhas de design em razão das escolhas arquitetônicas, desviando a estação de seu uso prático. Ele afirmou que as escadas não tinham capacidade para o número de passageiros durante o horário de pico e que vazamentos poderiam tornar o piso de mármore escorregadio. Kabak também afirmou que "o terminal da PATH está se tornando um exemplo de design distante de seu uso real". Steve Cuozzo, do New York Post, enquanto ainda estava sendo construída, chamou a estação de "uma monstruosidade" e "um hediondo desperdício de dinheiro público". Michael Kimmelman, crítico de arquitetura do The New York Times, chamou a estrutura de "um estegossauro brega". Em 2015, quando a estação estava quase pronta, a revista New York se referiu ao terminal como um "grande desperdício de tempo e dinheiro" e, embora não dando um julgamento final, notou a aparência "jurássica" do terminal. Quando a estação foi inaugurada em 2016, o conselho editorial do New York Post chamou o terminal de a "estação suburbana mais absurdamente cara do mundo — e possivelmente a mais feia", considerando o estação um "elefante branco" e uma "monstruosidade", comparando o Oculus com um "inseto branco gigante".

#### Saguão Oeste

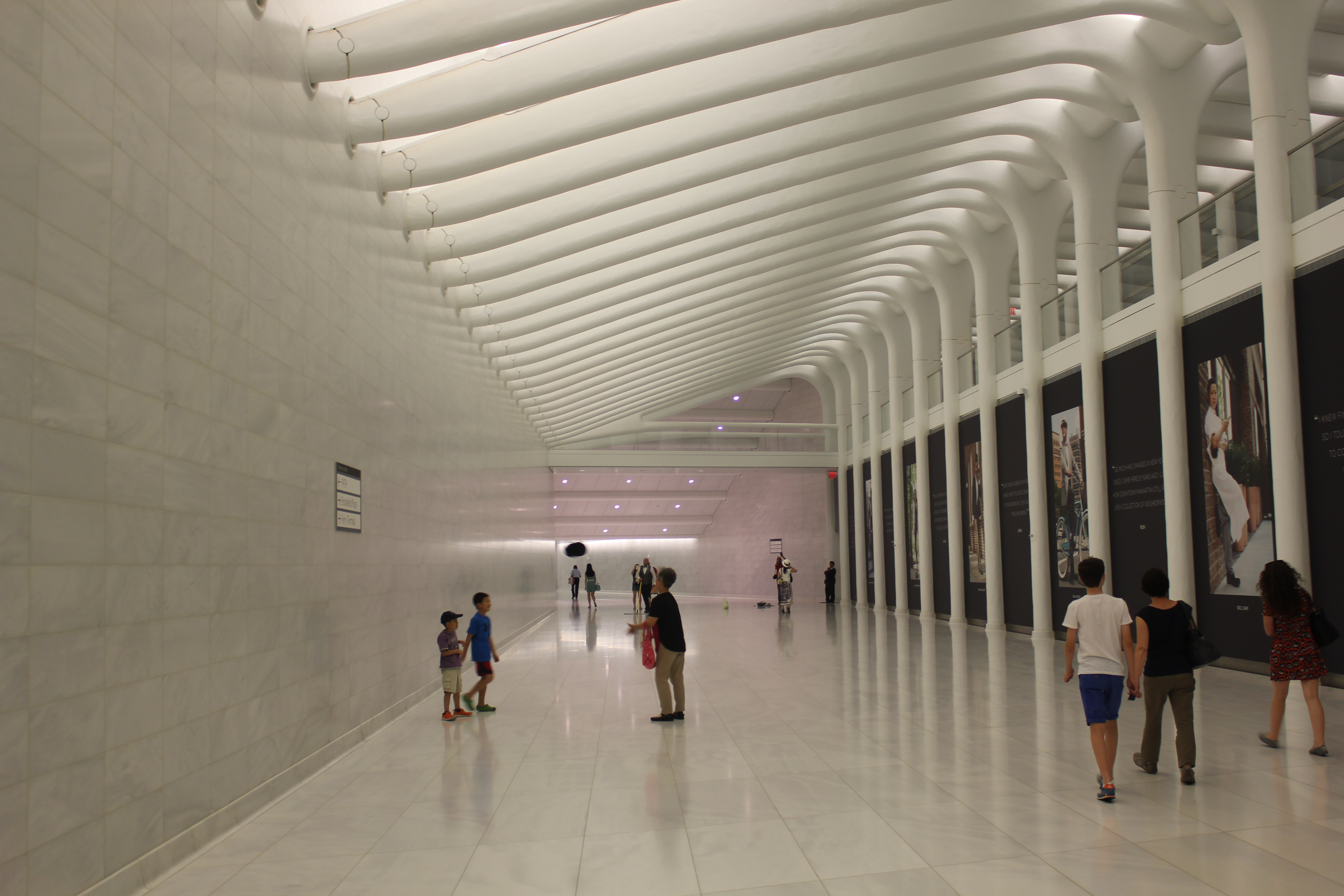
O saguão Oeste

A passagem subterrânea para pedestres de 180 m sob a West Side Highway, conhecida como saguão Oeste e anteriormente como conexão Leste-Oeste, liga o mezanino da estação WTC com o Brookfield Place em Battery Park City, a oeste do World Trade Center. A passagem contêm lojas como parte do Westfield World Trade Center. O saguão foi inaugurado em 23 de outubro de 2013. O acesso ao One World Trade Center pelo saguão Oeste foi aberto para os funcionários quando a torre foi inaugurada em 3 de novembro de 2014. Em 29 de maio de 2015, no mesmo dia em que o observatório do edifício foi inaugurado, foi aberta a entrada para o mirante. A construção do saguão custou 225 milhões de dólares e é considerado o mais caro do mundo.

### Construção
A construção do Oculus exigiu a realocação da cruz do World Trade Center em abril de 2006. No entanto, a construção da estação só começou realmente em 8 de julho de 2008, quando as primeiras estruturas pré-frabricadas para a passagem de pedestres abaixo da Fulton Street foram instaladas. O mezanino da estação estava passando por obras e a construção da fundação estava em andamento. Em março de 2011, cerca de 225 das 300 estruturas de aço que compõem a cobertura da estação já estavam instaladas. Mais tarde naquele mês, a instalação de uma treliça, uma das partes mais importantes do terminal, começou com a instalação de uma parte de 45 toneladas, com o peso total chegando a 245 toneladas. A estrutura serve como o telhado do mezanino e também sustenta a parte nordeste do Memorial do 11/9.

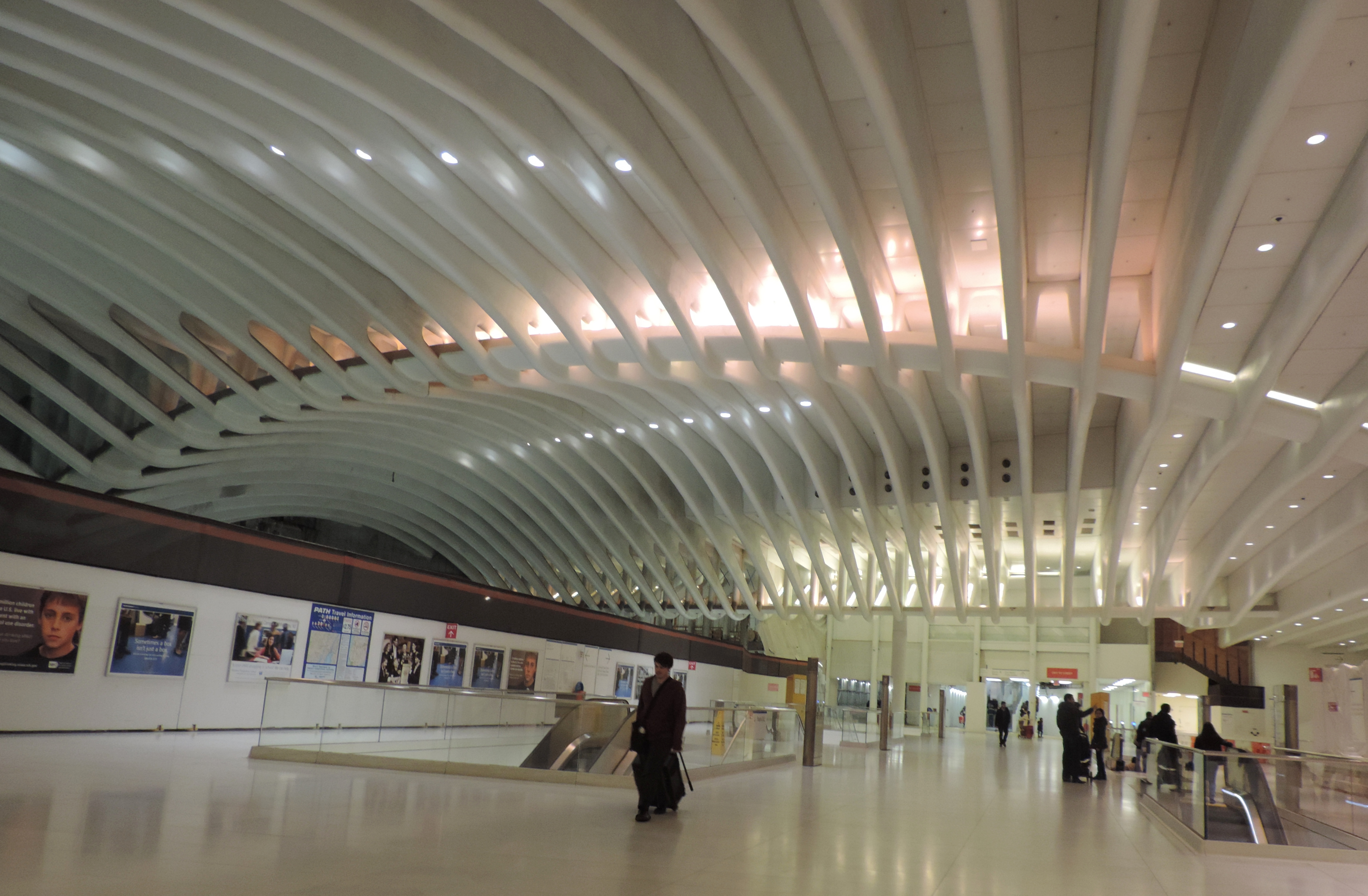
Saguão acima das plataformas da PATH

O contrato de 545 milhões de dólares para a construção do Oculus foi concedido à Skanska no verão de 2010. O projeto incluiu a instalação do aço na subestrutura; a conexão com o Centro de Segurança Veicular; o corredor da Greenwich Street e a sustentação para os túneis do serviço 1 do metrô; e os preparativos para a instalação das treliças. Em junho de 2013, dez peças dos arcos do exterior do Oculus já estavam instaladas. A construção da estação estava prevista para ser concluída no final de 2014 ou no início de 2015, e o acabamento, como a pintura, colocação de catracas e bilheterias, estava prevista para ser terminada no final de 2015, com a inauguração oficial prevista para 17 de dezembro de 2015. Em 23 de outubro de 2013, o saguão Oeste foi inaugurado com acesso ao World Financial Center, agora Brookfield Place. Suas lojas ainda não estavam abertas, e seu segundo andar ainda estava fechado em razão da construção do One World Trade Center.
Em 25 de fevereiro de 2014, metade da primeira plataforma da nova estação, a Plataforma A, foi aberta ao público, com serviço para Hoboken. A nova plataforma, uma plataforma central, foi modernizada e conta com nova iluminação, alto-falantes, sinalização iluminada, escadas rolantes e elevadores. O lado oeste da plataforma estava interditado na época. Em 3 de novembro do mesmo ano, o One World Trade Center foi inaugurado, juntamente com a entrada à estação da PATH no arranha-céu. Oito dias depois, o Fulton Center e a passagem Dey Street foram abertos. A conexão da passagem Dey Street com o terminal ficou fechada até a abertura da estação. Em 22 de novembro, a última das 114 vigas foi instalada. No mesmo dia, um guindaste foi desmontado e a pintura da estação continuou.
Em 7 de maio de 2015, a Plataforma B e a metade restante da Plataforma A foram abertas, e a Plataforma C foi fechada. Algumas semanas depois, em 29 de maio, a entrada para o One World Observatory no saguão Oeste foi aberta no mesmo dia que o mirante foi inaugurado. No final de setembro, um novo acesso temporário foi aberto, com acesso das plataformas para o saguão Oeste.

### Custos e atrasos
O terminal tem sido descrito como uma das estações mais caras do mundo, ou a mais cara, em razão de seu enorme custo, que chegou a aproximadamente 4 bilhões de dólares. Em comparação, a extensão de 3,2 km do serviço Newark–World Trade Center para o Aeroporto Internacional de Newark tem um custo previsto de 1,5 bilhão. O terminal também foi criticado por seus atrasos, já que foi concluído quase 10 anos depois do previsto pelo plano original. No entanto, as projeções iniciais de custo já eram bem altas, já que a proposta original tinha um custo estimado de quase 2 bilhões. Esse altíssimo custo para uma única estação é atribuído a seu design arquitetônico extravagante, que foi escolhido pela Autoridade Portuária para convencer o governo de Nova Jérsei a pagar por um projeto que está inteiramente em Nova Iorque.
Originalmente, a reconstrução seria financiada pela Administração Federal de Transporte Público, que contribuiu com aproximadamente 1,9 bilhão para o projeto. Os custos do terminal ainda eram muito altos, entretanto, sua construção tinha de ser concluída em 2009 e dentro do orçamento. Em valores de 2014, o custo da estação foi estimado em 4 bilhões de dólares. O terminal custou o dobro da estimativa original de 2004. O saguão Oeste custou 225 milhões de dólares e ficou conhecido como a "a passagem mais cara do mundo". Apenas a construção, manutenção e gerenciamento custaram um total de 635 milhões; a Autoridade Portuária também concedeu vários subcontratos, a maioria deles custosos. Os honorários da equipe responsável pela reconstrução levaram quase um bilhão de dólares, e a instalação de equipamentos em todo o complexo do World Trade Center custou 400 milhões. Mais de 500 milhões de dólares em redução de custos foram ignorados.

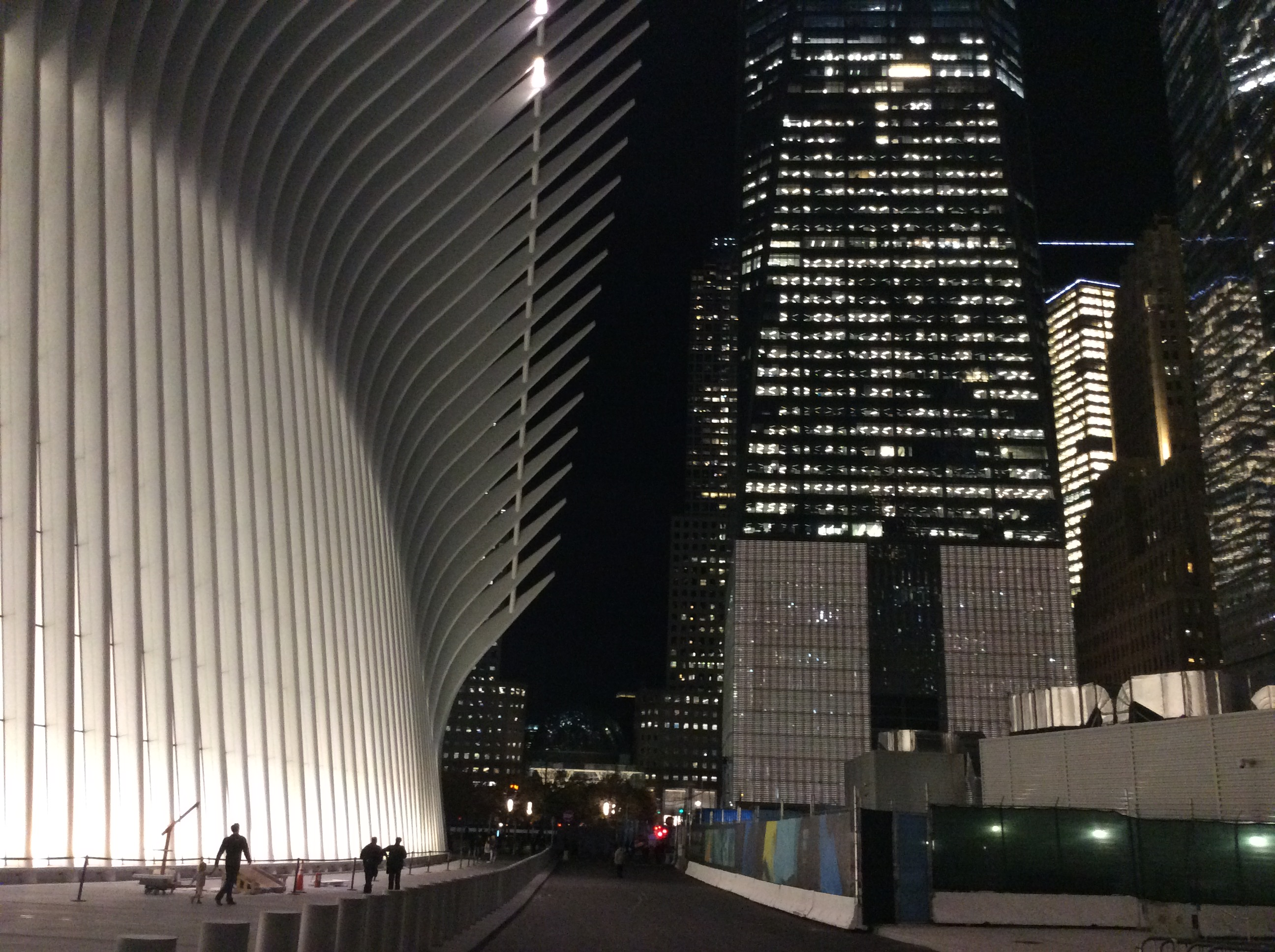
O exterior do Oculus visto a noite

O projeto arquitetônico foi custoso, com Calatrava cobrando 80 milhões pelo design, com o custo total do planejamento arquitetônico chegando a 405,8 milhões de dólares. O aceleração da construção também contribuiu com o aumento do custo, com 100 milhões usados na construção do Memorial & Museu Nacional do 11 de Setembro e outros 24 milhões foram utilizados para acelerar a entrega de materiais. O preço final da estação se elevou ainda mais devido as decisões de Calatrava. Ele quis importar aço feito sob medida de uma fábrica do norte da Itália, que custaram 474 milhões e têm um design sem colunas; com claraboias no chão em vez de árvores; e com grandes "asas". Mais 335 milhões se somaram ao custo total porque a Autoridade Portuária de Nova Iorque e Nova Jérsei teve que construir ao redor da linha IRT Broadway–Seventh Avenue do metrô de Nova Iorque (do serviço 1), já que a Metropolitan Transportation Authority se recusou a fechar a linha para não atrapalhar os passageiros de Staten Island vindos de balsa. A linha teve então de ser apoiada sobre uma ponte acima da estação, em vez de simples colunas. Em 2012, o furacão Sandy danificou centenas de milhões de dólares em materiais. Em parte, os atrasos e o alto custo foram devidos a mudanças feitas pela Autoridade Portuária ao plano original. O projeto original de Calatrava foi modificado por razões de segurança, por exemplo.
O custo exorbitante do terminal também causou muita controvérsia. Um editor do The New York Times escreveu que "Calatrava está acumulando uma quantidade anormal de projetos atormentados com atrasos, processos e estouros de orçamento", se referindo a seus outros projetos pelo mundo que ultrapassaram as estimativas iniciais de custo. Especialmente porque a estação atual tem um movimento de 46 mil passageiros por dia comparado com os 250 mil do Grand Central Terminal, a reconstrução é ás vezes descrita como superfaturada e exagerada. De acordo com um editor da revista Esquire, mesmo sem considerar o custo da estação, operar a PATH já era um desperdício de dinheiro para a Autoridade Portuária.
No final de 2015, a abertura foi adiada para o início de 2016 devido a um vazamento no teto. Quando o terminal foi aberto em março de 2016, o diretor da Autoridade Portuária, Pat Foye, se recusou a fazer uma cerimônia de inauguração, o que seria, segundo ele, um "excesso" e afirmou que estava "preocupado com o grande custo" do projeto.

### Abertura

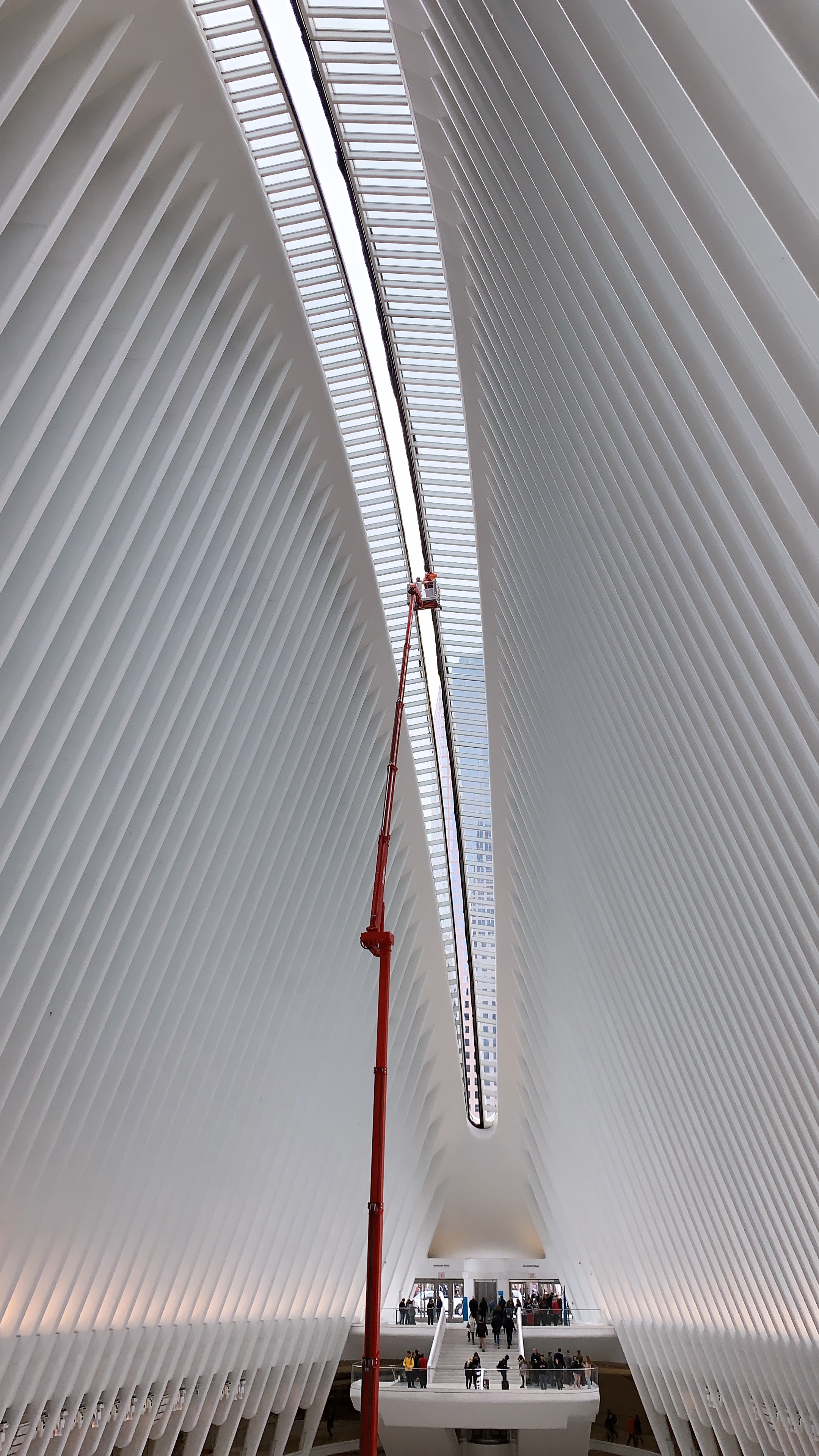
Trabalhadores abrem o teto de vidro para fazer reparos

Em 3 de março de 2016, o Oculus foi parcialmente aberto ao público, juntamente com novas entradas. Apenas a extremidade oeste do Oculus e o corredor do centro comercial Westfield para o 4 World Trade Center foram abertos. Dois meses depois, em 26 de maio de 2016, os passageiros da PATH passaram a contar com uma passagem subterrânea direta para o Fulton Center e a estação Cortlandt Street–Church Street. A entrada da estação no local do 2 World Trade Center foi inaugurada em 21 de junho de 2016, e a entrada temporária no 7 World Trade Center foi fechada cinco dias depois. Mais uma entrada foi aberta ao público quando o Westfield World Trade Center foi inaugurado em 16 de agosto. No dia 8 de setembro de 2016, foram abertos os banheiros na parte sul do mezanino. As duas últimas plataformas da estação, as Plataformas C e D, também foram inauguradas, assim como a passagem permanente do saguão Oeste. Em 19 de dezembro, a passagem subterrânea direta com a estação World Trade Center do metrô de Nova Iorque, no nordeste do complexo, foi reaberta.
Após o aniversário de 17 anos dos ataques de 11 de setembro em 2018, a selagem de borracha do teto de vidro do Oculus quebrou. Como resultado, durante o 18º aniversário em 2019, o teto não pode ser aberto como planejado.

### Incidentes notáveis
Em 13 de outubro de 2016, ocorreu o primeiro nascimento dentro do Oculus. Uma mulher estava caminhando pela estação com seu marido quando ela entrou em trabalho de parto, e acabou dando à luz no chão. Outra mulher havia tido um parto anteriormente dentro da antiga estação da PATH em agosto de 2015.
Poucos meses depois, em 11 de fevereiro de 2017, ocorreu a primeira morte dentro da estação. Uma mulher de Nova Jérsei, Jenny Santos, caiu de uma escada rolante. Inicialmente foi noticiado que ela estava tentando pegar o chapéu de sua irmã que havia caído, mas perdeu o equilíbrio e caiu; mais tarde foi revelado que ela "estava brincando de voar" enquanto estava se apoiando no corrimão da escada rolante. Após sua morte, foram levantadas dúvidas acerca da segurança dos corrimões de 1,02 m de altura.

## Conexões de transporte público
O terminal foi projetado para conectar o sistema da PATH ao metrô de Nova Iorque. O serviço 1, que passa pela estação, teve sua linha reconstruída no local para passar por cima do mezanino da PATH. A estação WTC Cortlandt, que foi reconstruída, foi aberta em setembro de 2018 e tem acesso direto ao terminal. Também há uma passagem direta ao complexo de estações Chambers Street–World Trade Center/Park Place/Cortlandt Street.  A estação Cortlandt Street–Church Street, dos serviços N, R e W, também tem acesso ao terminal. Além disso, a passagem Dey Street conecta a estação com o Fulton Center, fornecendo acesso aos serviços 2, 3, 4, 5, A, C, E, J, N, R, W e Z. Uma outra passagem, conhecida como saguão Oeste, conecta a estação com o Brookfield Place e o terminal de balsas Battery Park City.
Entre setembro de 2003 e abril de 2004, a Lower Manhattan Development Corporation, a Metropolitan Transportation Authority, a Autoridade Portuária e a New York City Economic Development Corporation conduziram um estudo de viabilidade do Projeto Ferroviário Lower Manhattan–Jamaica/JFK. O novo serviço usaria a linha Atlantic da Long Island Rail Road até o centro do Brooklyn e partir daí um túnel para Lower Manhattan, encurtando o tempo de viagem até o Aeroporto Internacional John F. Kennedy. O projeto foi descartado em 2008 antes que um relatório de impacto ambiental pudesse ser feito.
Desde setembro de 2018, os serviços incluem:
| Legenda dos serviços da estação         | Legenda dos serviços da estação                              |
| --------------------------------------- | ------------------------------------------------------------ |
| Stops all times                         | Para todas as vezes                                          |
| Stops all times except late nights      | Para todas as vezes exceto tarde da noite                    |
| Stops late nights only                  | Para apenas tarde da noite                                   |
| Stops weekdays only                     | Para apenas dias de semana                                   |
| Stops rush hours in peak direction only | Para apenas nos horários de pico na direção mais movimentada |
| Detalhes dos serviços                   |                                                              |
|                                         |                                                              |
| Acesso à deficiente físico              | Estação é acessível a deficientes                            |
| ↑                                       | Estação é acessível a deficientes apenas na direção indicada |
| ↓                                       | Estação é acessível a deficientes apenas na direção indicada |
|                                         | Acesso por elevador até o mezanino apenas                    |

| Serviços                                                                          | Linha                            | Estação            | Acesso à deficiente físico        | Notas                                                                  |
| --------------------------------------------------------------------------------- | -------------------------------- | ------------------ | --------------------------------- | ---------------------------------------------------------------------- |
| Stops all times · Stops all times except late nights                              | IRT Broadway–Seventh Avenue Line | Park Place         | Elevator access to mezzanine only | Parte do complexo de estações Chambers–WTC/Park Place/Cortlandt Street |
| Stops all times · Stops all times except late nights                              | IND Eighth Avenue Line           | Chambers Street    | Elevator access to mezzanine only | Parte do complexo de estações Chambers–WTC/Park Place/Cortlandt Street |
| Stops all times                                                                   | IND Eighth Avenue Line           | World Trade Center | Acesso à deficiente físico        | Parte do complexo de estações Chambers–WTC/Park Place/Cortlandt Street |
| Stops late nights only · Stops all times except late nights · Stops weekdays only | BMT Broadway Line                | Cortlandt Street   | Acesso à deficiente físico        | Parte do complexo de estações Chambers–WTC/Park Place/Cortlandt Street |
| Stops all times                                                                   | IRT Broadway–Seventh Avenue Line | WTC Cortlandt      | Acesso à deficiente físico        |                                                                        |

|  |  |  |  |  |  |  |

|  |  |  |  |  |  |  |

|  |  |  |  |  |  |  |

|  |  |  |  |  |  |  |

|  |  |  |  |  |  |  |

|  |  |  |  |  |  |  |  |

|  |  |  |  |  |  |  |  |  |  |

|  |  |  |  |  |  |  |

|  |  |  |  |  |  |  |

|  |  |  |  |  |  |  |  |  |

|  |  |  |  |  |  |  |

|  |  |  |  |  |  |  |  |  |

|  |  |  |  |  |  |  |  |  |

|  |  |  |  |  |  |  |

|  |  |  |  |  |  |  |

|  |  |  |  |  |  |  |

|  |  |  |  |  |  |  |

|  |  |  |  |  |  |  |

|  |  |  |  |  |  |  |  |

|  |  |  |  |  |  |  |  |  |  |

|  |  |  |  |  |  |  |

|  |  |  |  |  |  |  |

|  |  |  |  |  |  |  |  |  |

|  |  |  |  |  |  |  |

|  |  |  |  |  |  |  |  |  |

|  |  |  |  |  |  |  |  |  |

O complexo de estações Fulton Street (onde o Fulton Center foi inaugurado em novembro de 2014) fica a dois quarteirões de distância do terminal e é totalmente acessível à deficientes. O complexo tem acesso aos seguintes serviços:
| Serviços                                                  | Linha                            |
| --------------------------------------------------------- | -------------------------------- |
| Stops all times · Stops all times except late nights      | IRT Broadway–Seventh Avenue Line |
| Stops all times · Stops all times except late nights      | IRT Lexington Avenue Line        |
| Stops all times · Stops all times except late nights      | IND Eighth Avenue Line           |
| Stops all times · Stops rush hours in peak direction only | BMT Nassau Street Line           |

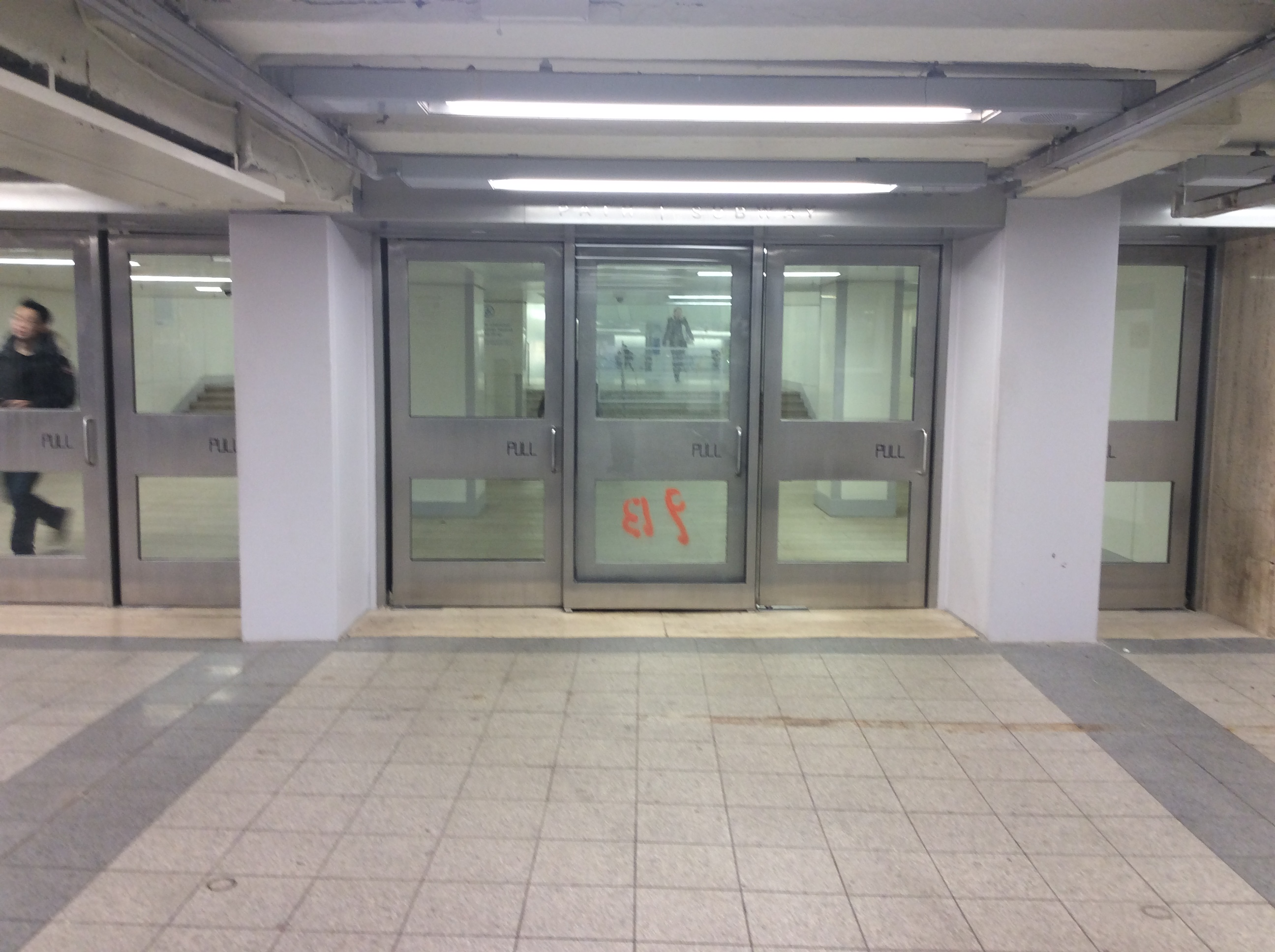
Passagem entre as estações da PATH e do metrô, com destaque para a porta que sobreviveu os ataques com as palavras "MATF 1 / 9 13" pintadas nela. Essa é uma mensagem da equipe que vasculhou o Ground Zero em 13 de setembro de 2001

Na extremidade nordeste da estação está a saída para a estação World Trade Center do metrô de Nova Iorque. As portas e a rampa de acessibilidade originais, bem como o corredor para o primeiro World Trade Center, sobreviveram aos ataques de 11 de setembro. A estação em si não foi danificada, mas foi coberta por poeira e posteriormente fechada. O corredor foi aberto para fornecer uma conexão acessível entre a estação temporária da PATH e a estação do metrô, mas foi novamente fechada quando a estação temporária fechou para a reconstrução. A passagem foi então coberta com madeira compensada a fim de preservá-la. A conexão renovada, que liga o Oculus à estação do metrô e com o Westfield World Trade Center, foi aberta em 19 de dezembro de 2016. O corredor recentemente aberto manteve a mesma aparência de antes dos ataques, com exceção de uma porta pintada com as palavras "MATF 1 / 9 13" (uma mensagem da equipe que vasculhou o Ground Zero em 13 de setembro de 2001). Há uma placa acima que explica a mensagem. A PATH foi obrigada a manter a aparência original do corredor como uma das condições para receber financiamento para construir o Oculus e outras estações, de acordo com a Lei de Preservação Histórica Nacional. A passagem só passou a ser acessível novamente em 2017, já que haviam 26 degraus entre o mezanino e o Oculus.
A rota M55 de ônibus circula ao norte pela Church Street e pela 6ª Avenida para Midtown, e ao sul para South Ferry pela Broadway.